# 徐家匯蔵書楼

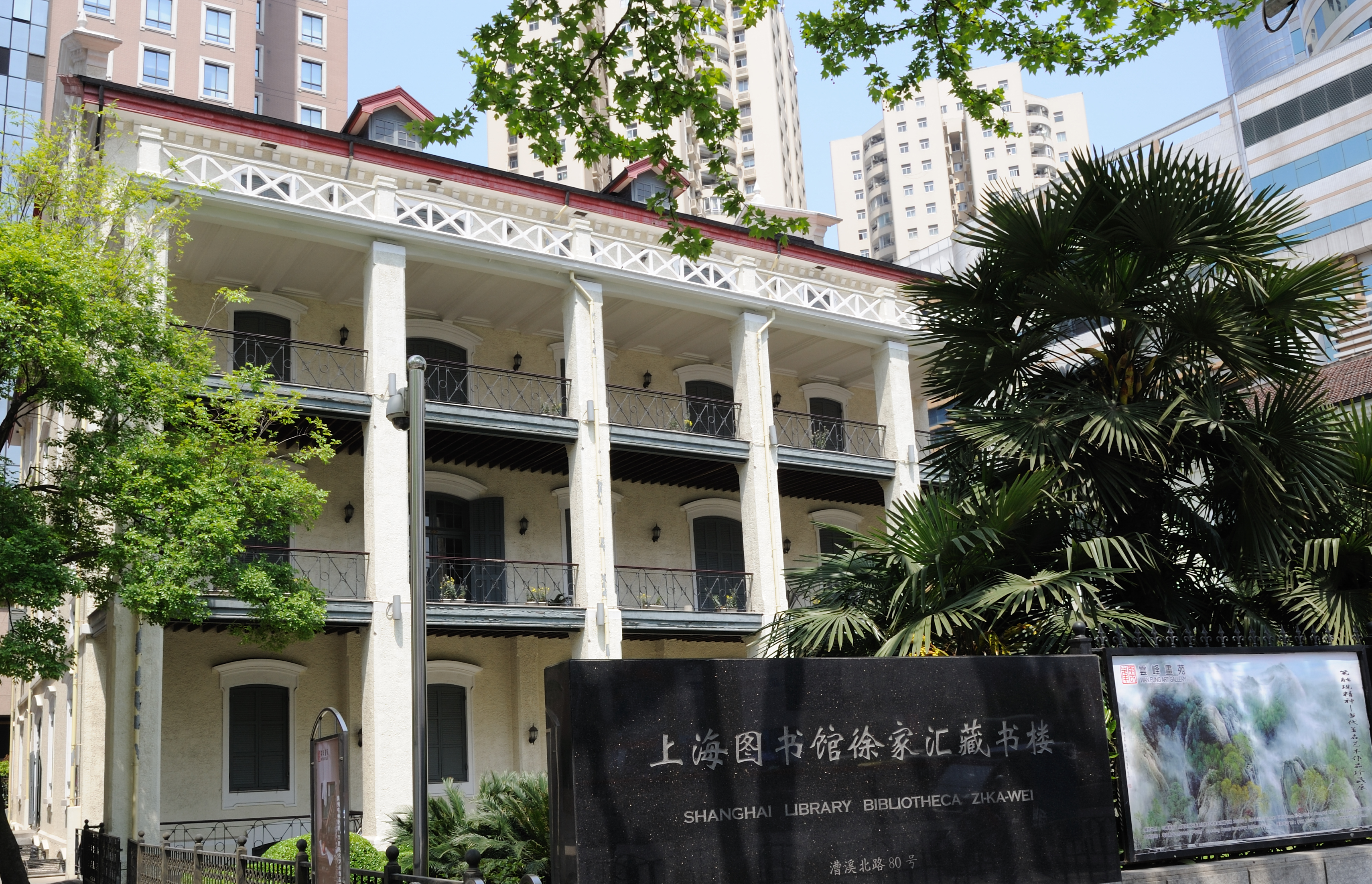

徐家匯蔵書楼（じょかかいぞうしょろう、中: 徐家汇藏书楼）は中国の上海で初めて設立された近代図書館。徐匯区の徐家匯にあり、1847年に開館した。2階建ての北棟と4階建ての南棟からなり、現在は上海図書館の分館となっている。
徐家匯蔵書楼は1842に上海に来た3人のイエズス会宣教師によって始められた。それはリーダーの Frs. Claude Gotteland (1803-1856) と、Francois Esteve (1804-1848)、Benjamin Brueyre (1808-1880) の3人である。宣教を始めて5年が経ち、永続的な居住場所の必要性が高まったが、それは新しく上海に来る宣教師たちが中国語を学び、宣教に備えるための場所としても必要だった。場所として、上海の南西8キロにある徐家匯の村が選ばれた。Gotteland はまた、そこに蔵書スペースを作り、上海に来た宣教師たちが宣教のための学習・作業ができるようにすることも決めた。徐家匯蔵書楼は1847年にそうした質素な始まり方をしたが、のちに中国のイエズス会図書館の双璧の一つとなる（もう一つは北塘図書館）。
この図書館は最初は、既存の教会の北端にある宣教師の部屋を3つ使って運営された。次いで1860年に、イエズス会は徐家匯で別の土地を取得し、図書館は肇嘉滨の運河の東に、より大きな建物になって移転した。図書館は再び手狭になり、1897年に新しくヨーロッパ様式の2階建て・12部屋の図書館（現在の北棟）が建てられた。新しい図書館は、中国語の資料を集めた1階と、洋書を置いた2階に分かれていた。ここの本に押された蔵書印には、“Zi-ka-wei Reservata Bibliotheca”、“Bibliotheca Zi-ka-wei”、“Zi-ka-wei Bibliotheque de Mission”、“Zi-ka-wei Bibliotheca Major”、“上海徐家汇天主堂藏书楼”といった表記が見られる。地元の人々は、イチョウの古木に囲まれたこの大きな建物を単に「大図書館」と呼んだ。
徐家匯蔵書楼はその最盛期に、10万タイトル・20万冊の蔵書を擁した。うち8万冊が洋書、12万冊が中国語の書籍だった。1932年の第一次上海事変で東方図書館が日本軍の空襲により焼かれた後は、この徐家匯蔵書楼が上海最大の図書館となった。徐家匯蔵書楼は豊富な地名辞典のほか、古く貴重な新聞や雑誌も保管していた。また洋書はヘブライ語、ラテン語、ギリシャ語、その他のヨーロッパ言語など10種類以上の言語で取り揃えていた。イエズス会士たちの勉学に資するよう、世界中の主な辞書や百科辞典、重要な学術雑誌も揃え、18世紀以前に出版された貴重な資料が2,000点以上あった。
徐家匯蔵書楼は1956年に上海図書館の分館となり、2003年に修繕された。